# مائي قاتم
المائي القاتم (بالإنجليزية: Pale Aqua)‏ هو أحد تدرجات اللون الأزرق السماوي.